# Bundestagswahlkreis Reutlingen
Der Bundestagswahlkreis Reutlingen (Wahlkreis 289) ist ein Wahlkreis für die Wahlen zum Deutschen Bundestag in Baden-Württemberg.

## Wahlkreis
Der Wahlkreis umfasst den Landkreis Reutlingen. Bei der Bundestagswahl 2021 waren 199.189 Einwohner wahlberechtigt. 
Nach Oskar Kalbfell, der für die SPD in den ersten Bundestag direkt gewählt worden war, wurde der Wahlkreis seit 1953 stets durch den jeweiligen Kandidaten der CDU per relativer Mehrheit der Erststimmen – und damit der Erlangung eines Direktmandats im Bundestag – gewonnen.

## Wahlkreisgeschichte
| Wahl      | Wahlkreisname  | Gebiet |
| --------- | -------------- | --- |
| 1949      | 1 Reutlingen   | Landkreis Reutlingen, Landkreis Tübingen |
| 1953–1961 | 190 Reutlingen | Landkreis Reutlingen, Landkreis Tübingen |
| 1965–1976 | 194 Reutlingen | vom Landkreis Reutlingen das Gebiet der heutigen Gemeinden Reutlingen, Eningen unter Achalm, Sonnenbühl, Gomaringen, Engstingen, Lichtenstein, Metzingen, Pfullingen, Riederich und Wannweil, Landkreis Tübingen |
| 1980–1998 | 193 Reutlingen | Landkreis Reutlingen |
| 2002–2005 | 290 Reutlingen | Landkreis Reutlingen |
| seit 2009 | 289 Reutlingen | Landkreis Reutlingen |

## Wahlkreisabgeordnete
| Wahl | Abgeordneter | Abgeordneter        | Partei | Stimmen in % |
| ---- | ------------ | ------------------- | ------ | ------------ |
| 1949 |              | Oskar Kalbfell      | SPD    |              |
| 1953 |              | Gustav-Adolf Gedat  | CDU    |              |
| 1957 |              | Gustav-Adolf Gedat  | CDU    |              |
| 1961 |              | Gustav-Adolf Gedat  | CDU    |              |
| 1965 |              | Heiner Geißler      | CDU    |              |
| 1969 |              | Anton Pfeifer       | CDU    |              |
| 1972 |              | Anton Pfeifer       | CDU    |              |
| 1976 |              | Anton Pfeifer       | CDU    |              |
| 1980 |              | Anton Pfeifer       | CDU    |              |
| 1983 |              | Anton Pfeifer       | CDU    |              |
| 1987 |              | Anton Pfeifer       | CDU    |              |
| 1990 |              | Anton Pfeifer       | CDU    |              |
| 1994 |              | Anton Pfeifer       | CDU    |              |
| 1998 |              | Anton Pfeifer       | CDU    |              |
| 2002 |              | Ernst-Reinhard Beck | CDU    |              |
| 2005 |              | Ernst-Reinhard Beck | CDU    |              |
| 2009 | 42,7         | Ernst-Reinhard Beck | CDU    |              |
| 2013 |              | Michael Donth       | CDU    | 51,9         |
| 2017 | 40,8         | Michael Donth       | CDU    |              |
| 2021 | 32,5         | Michael Donth       | CDU    |              |
| 2025 | 38,5         | Michael Donth       | CDU    |              |

## Wahlergebnisse

### Bundestagswahl 2025
| Kandidaten                                            | Kandidaten                 | Parteien/Listen     | Erststimmen | Erststimmen | Zweitstimmen | Zweitstimmen |
| Kandidaten                                            | Kandidaten                 | Parteien/Listen     | Stimmen     | %           | Stimmen      | %            |
| ----------------------------------------------------- | -------------------------- | ------------------- | ----------- | ----------- | ------------ | ------------ |
|                                                       | Michael Donthgewählt im WK | CDU                 | 63.189      | 38,5        | 53.652       | 32,6         |
|                                                       | Sebastian Weigle           | SPD                 | 22.440      | 13,7        | 21.626       | 13,1         |
|                                                       | Jaron Immer                | GRÜNE               | 20.868      | 12,7        | 20.122       | 12,2         |
|                                                       | Pascal Felix Ernst Kober   | FDP                 | 9.115       | 5,6         | 10.605       | 6,4          |
|                                                       | Rudolf Grams               | AfD                 | 32.481      | 19,8        | 34.595       | 21,0         |
|                                                       | Anne Theresa Zerr          | LINKE               | 9.120       | 5,6         | 9.970        | 6,1          |
|                                                       | –                          | dieBasis            | –           | –           | 443          | 0,3          |
|                                                       | Roland Stefan Rieger       | FREIE WÄHLER        | 4.645       | 2,8         | 2.127        | 1,3          |
|                                                       | –                          | Tierschutzpartei    | –           | –           | 1.310        | 0,8          |
|                                                       | Thilo Achim Haug           | Die PARTEI          | 2.054       | 1,3         | 766          | 0,5          |
|                                                       | –                          | Volt                | –           | –           | 993          | 0,6          |
|                                                       | –                          | ÖDP                 | –           | –           | 269          | 0,2          |
|                                                       | –                          | Bündnis C           | –           | –           | 363          | 0,2          |
|                                                       | Elke Barbara Weidner       | MLPD                | 290         | 0,2         | 73           | 0,0          |
|                                                       | –                          | BÜNDNIS DEUTSCHLAND | –           | –           | 195          | 0,1          |
|                                                       | –                          | BSW                 | –           | –           | 7.545        | 4,6          |
| Gesamt                                                | Gesamt                     | Gesamt              | 164.202     | 100         | 164.654      | 100          |
|                                                       |                            |                     |             |             |              |              |
| Ungültige Stimmen                                     | Ungültige Stimmen          | Ungültige Stimmen   | 1.264       | 0,8         | 812          | 0,5          |
| Wähler                                                | Wähler                     | Wähler              | 165.466     | 83,6        | 165.466      | 83,6         |
| Wahlberechtigte                                       | Wahlberechtigte            | Wahlberechtigte     | 197.838     |             | 197.838      |              |
|                                                       |                            |                     |             |             |              |              |
| Quellen: Die Bundeswahlleiterin, Kandidaten – Stimmen |                            |                     |             |             |              |              |

### Bundestagswahl 2021
Die Bundestagswahl am 26. September 2021 hatte folgendes Ergebnis:
Neben dem direkt in den Bundestag gewählten Michael Donth konnten auch Beate Müller-Gemmeke, Pascal Kober und Jessica Tatti über die jeweilige Landesliste ihrer Partei in den Bundestag einziehen.
| Direktkandidat       | Partei                | Erststimmen in % | Zweitstimmen in % |
| -------------------- | --------------------- | ---------------- | ----------------- |
| Michael Donth        | CDU                   | 32,5             | 25,9              |
| Ulrich Bausch        | SPD                   | 17,9             | 20,7              |
| Beate Müller-Gemmeke | Bündnis 90/Die Grünen | 16,7             | 15,9              |
| Pascal Kober         | FDP                   | 13,4             | 16,6              |
| Hansjörg Schrade     | AfD                   | 10,1             | 10,3              |
| Jessica Tatti        | Die Linke             | 4,0              | 3,3               |
| —                    | Tierschutzpartei      | —                | 1,1               |
| Andreas Schwarz      | Die PARTEI            | 1,5              | 0,8               |
| Eberhard Sigloch     | FREIE WÄHLER          | 2,1              | 1,6               |
| —                    | PIRATEN               | —                | 0,4               |
| —                    | ÖDP                   | —                | 0,2               |
| —                    | NPD                   | —                | 0,1               |
| —                    | DiB                   | —                | 0,1               |
| Elke Weidner         | MLPD                  | 0,1              | 0,1               |
| —                    | DKP                   | —                | 0,0               |
| Sofia El Mestary     | dieBasis              | 1,8              | 1,6               |
| —                    | Bündnis C             | —                | 0,3               |
| —                    | BÜRGERBEWEGUNG        | —                | 0,1               |
| —                    | BÜNDNIS21             | —                | 0,0               |
| —                    | LKR                   | —                | 0,0               |
| —                    | Die Humanisten        | —                | 0,1               |
| —                    | Gesundheitsforschung  | —                | 0,1               |
| —                    | Team Todenhöfer       | —                | 0,5               |
| —                    | Volt                  | —                | 0,3               |

### Bundestagswahl 2017
Zur Bundestagswahl am 24. September 2017 kandidierten die folgenden Direktkandidaten:
| Direktkandidat       | Partei         | Erststimmen in % | Zweitstimmen in % |
| -------------------- | -------------- | ---------------- | ----------------- |
| Michael Donth        | CDU            | 40,8             | 34,5              |
| Rebecca Hummel       | SPD            | 15,0             | 14,9              |
| Beate Müller-Gemmeke | GRÜNE          | 14,3             | 13,9              |
| Pascal Kober         | FDP            | 10,0             | 13,7              |
| Wolfram Hirt         | AfD            | 12,0             | 12,9              |
| Jessica Tatti        | Die Linke      | 6,2              | 6,1               |
| Michael Weidner      | MLPD           | 0,2              | 0,1               |
| Lennart Obenauer     | Die PARTEI     | 1,0              | 0,7               |
| Ralf Matheis         | Einzelbewerber | 0,6              | –                 |

Neben dem direkt in den Bundestag gewählten Michael Donth konnten auch Beate Müller-Gemmeke, Pascal Kober und Jessica Tatti über die jeweilige Landesliste ihrer Partei in den Bundestag einziehen.

### Bundestagswahl 2013
Bei der Bundestagswahl am 22. September 2013 standen folgende Kandidaten zur Wahl:
| Direktkandidat       | Partei         | Erststimmen in % | Zweitstimmen in % |
| -------------------- | -------------- | ---------------- | ----------------- |
| Michael Donth        | CDU            | 51,9             | 46,2              |
| Rebecca Hummel       | SPD            | 20,2             | 19,3              |
| Pascal Kober         | FDP            | 3,8              | 7,1               |
| Beate Müller-Gemmeke | GRÜNE          | 12,4             | 10,9              |
| Günter Herbig        | DIE LINKE      | 4,0              | 4,8               |
| Axel Heinzmann       | NPD            | 1,2              | 1,0               |
| Matthias Dietrich    | ÖDP            | 0,5              | 0,3               |
| Michael Weidner      | MLPD           | 0,2              | 0,1               |
| Tim Carstens         | AfD            | 4,3              | 5,6               |
| Erich Marquardt      | FREIE WÄHLER   | 0,8              | 0,6               |
| Ralf Matheis         | Einzelbewerber | 0,7              |                   |

Neben dem direkt in den Bundestag gewählten Michael Donth konnte auch Beate Müller-Gemmeke über die Landesliste in den Bundestag einziehen.

### Bundestagswahl 2009
Die Bundestagswahl 2009 hatte folgendes Ergebnis:
| Direktkandidat       | Partei                | Erststimmen in % | Zweitstimmen in % | Bundestagswahl 2005 Zweitstimmen in % |
| -------------------- | --------------------- | ---------------- | ----------------- | ------------------------------------- |
| Ernst-Reinhard Beck  | CDU                   | 42,7             | 33,8              | 38,4                                  |
| Sebastian Weigle     | SPD                   | 22,0             | 18,0              | 29,6                                  |
| Pascal Kober         | FDP                   | 12,8             | 20,1              | 13,7                                  |
| Beate Müller-Gemmeke | GRÜNE                 | 14,0             | 14,9              | 10,6                                  |
| Stefan Straub        | DIE LINKE             | 5,9              | 7,0               | 3,5                                   |
| Axel Heinzmann       | NPD                   | 1,7              | 1,3               | 1,1                                   |
| —                    | REP                   | —                | 0,9               | 1,2                                   |
| —                    | PBC                   | —                | 0,4               | 0,5                                   |
| Michael Weidner      | MLPD                  | 0,3              | 0,1               | 0,2                                   |
| —                    | BüSo                  | —                | 0,1               | 0,1                                   |
| —                    | Volksabstimmung       | —                | 0,3               | —                                     |
| —                    | ADM                   | —                | 0,1               | —                                     |
| —                    | DVU                   | —                | 0,1               | —                                     |
| —                    | DIE VIOLETTEN         | —                | 0,2               | —                                     |
| —                    | Die Tierschutzpartei  | —                | 0,6               | —                                     |
| —                    | ödp                   | —                | 0,3               | —                                     |
| —                    | PIRATEN               | —                | 1,9               | —                                     |
| Ralf Matheis         | Einzelbewerber (EFM)  | 0,3              | —                 | —                                     |
| Giuliano Gagliardi   | Einzelbewerber (GOGI) | 0,2              | —                 | —                                     |

Neben dem direkt in den Bundestag gewählten Ernst-Reinhard Beck konnten auch Beate Müller-Gemmeke und Pascal Kober über die jeweiligen Landeslisten in den Bundestag einziehen.